# Al-Miszchab
Al-Miszchab (arab. المشخاب) – miasto w Iraku, w muhafazie An-Nadżaf. W 2009 roku liczyło 25 319 mieszkańców.